# 克万纳松
克万纳松是法罗群岛的市镇及同名村庄。2021年1月时市镇人口数量为417人，其中250人住在同名村庄里。
克万纳松村位于维德岛的西岸，与位于博罗伊岛的Norðdepil村隔着海峡相望。两个村子间有一条堤路相连。克万纳松市镇内共有6个村庄。

## 教堂
克万纳松教堂建于1949年，是由当地人自己盖起来的。本来是想请承包商来建教堂的，但不成功，当地人只好自己动手来建。1949年11月13日在教堂里举行了祝聖仪式。教堂可容纳100人左右，临海而建。2016年教堂旁边新添了一幢建筑，用以容纳人数众多的洗礼、婚礼及葬礼等仪式。

## 图集

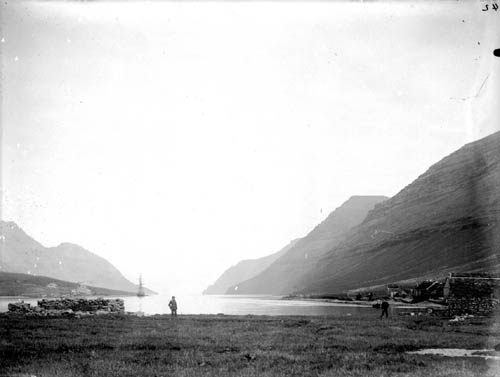
约1899年时的克万纳松
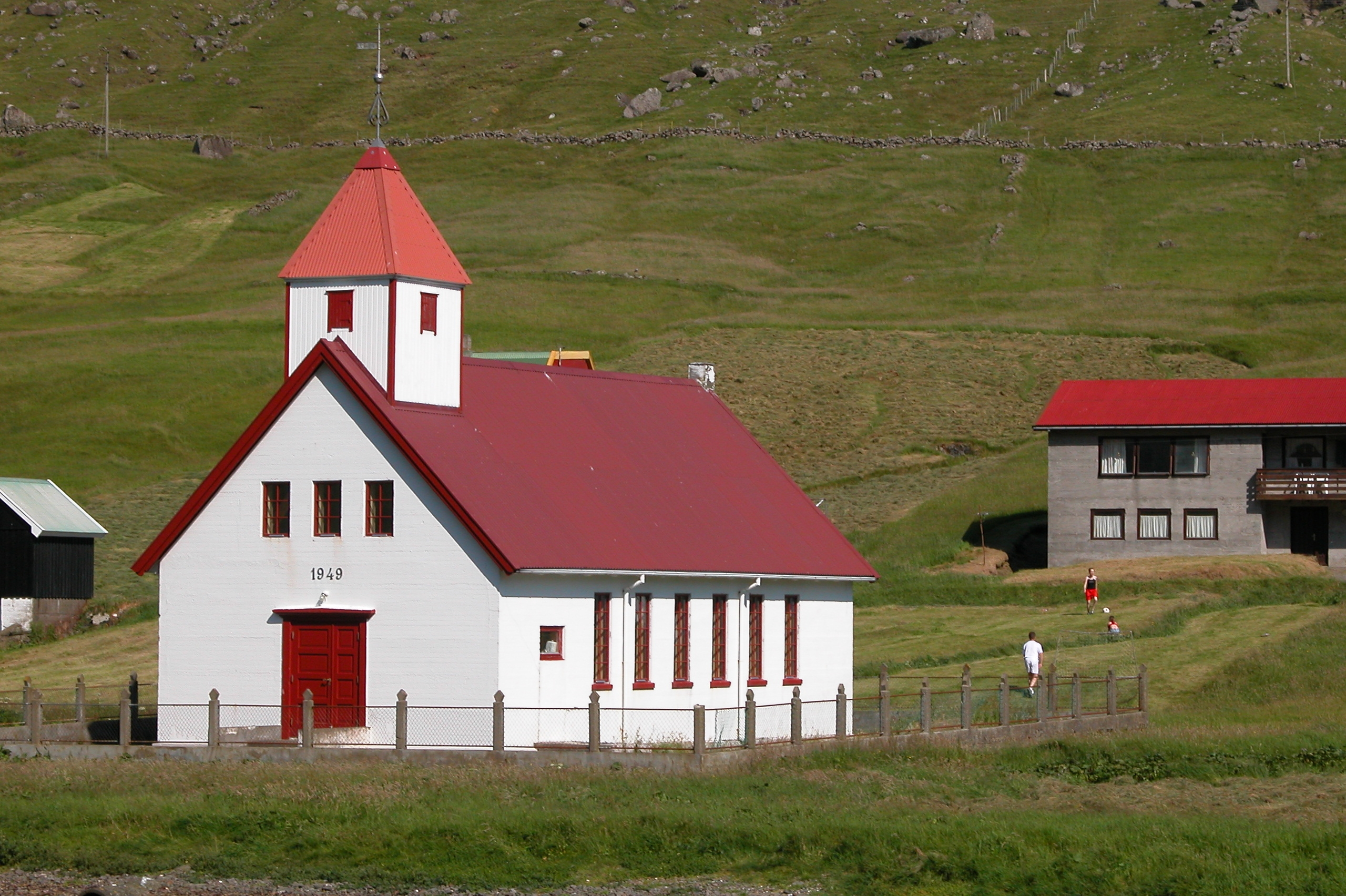
建于1949年的教堂
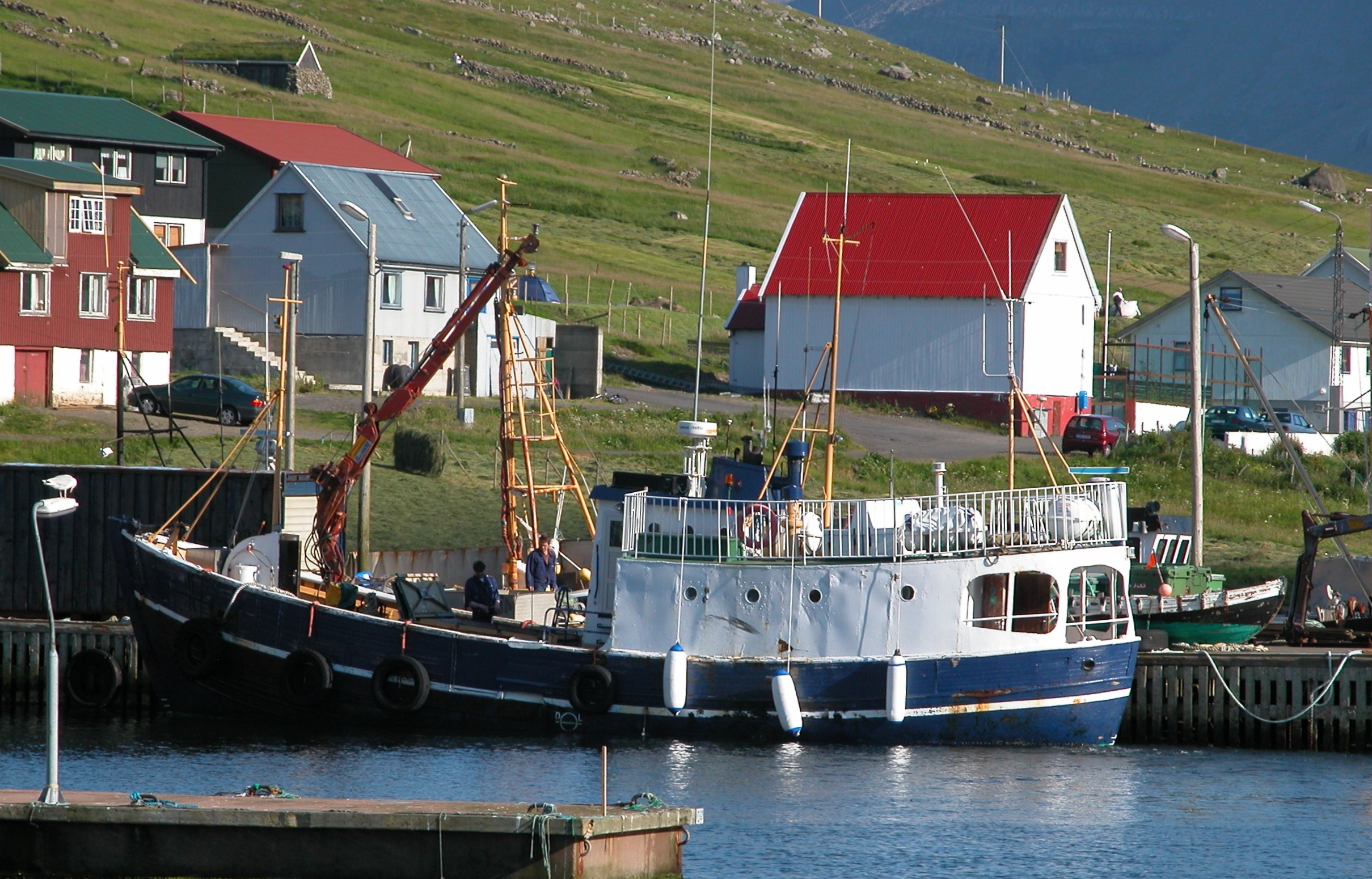
港口里的邮政船
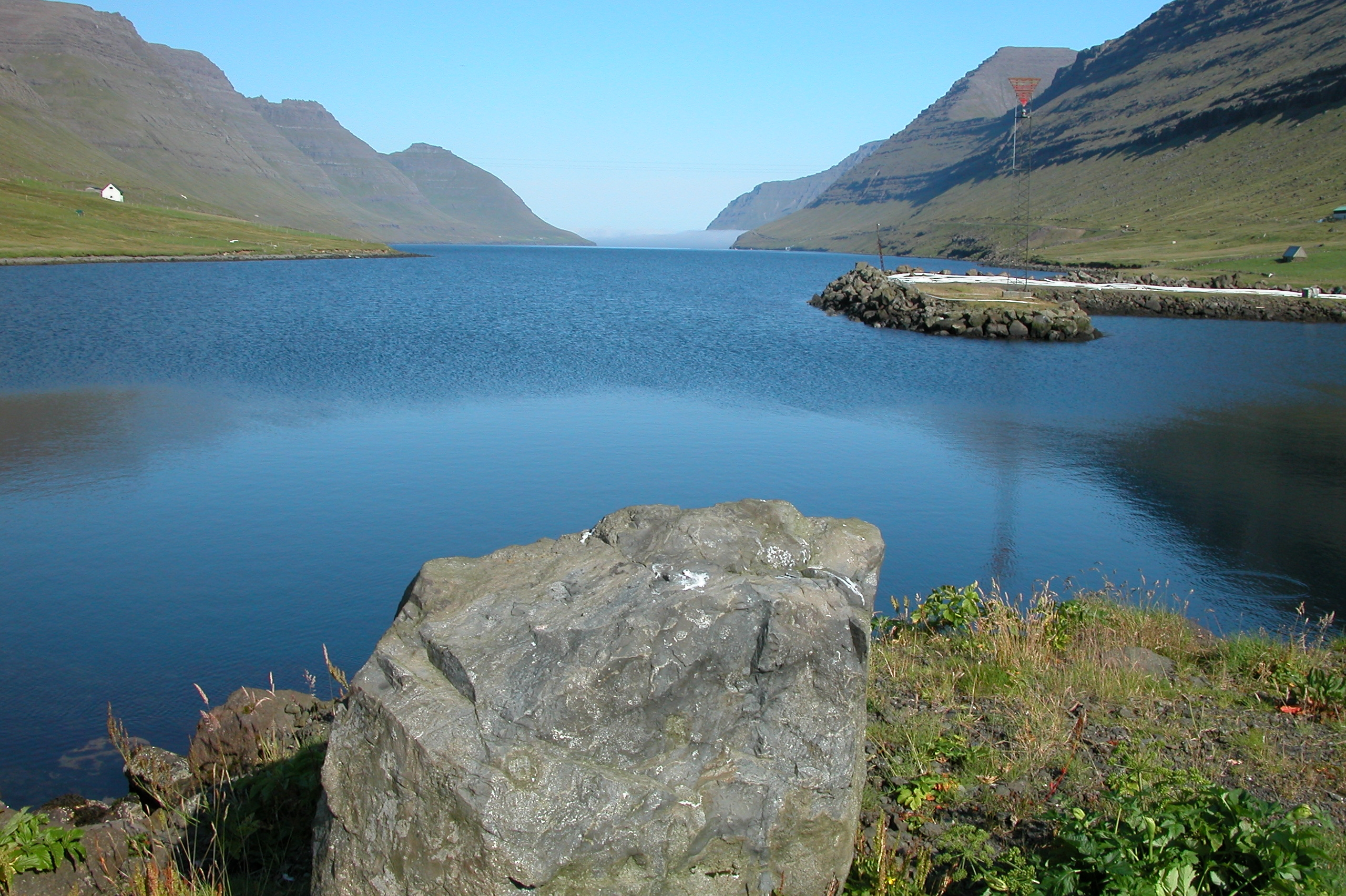
从克万纳松向北眺望